# Садърк Бридж
Садърк Бридж (Southwark Bridge) е мост в Лондон на река Темза, разположен на юг от Лондон Бридж (London Bridge).
Първият мост е построен през 1813 – 1819 г. През 1913 г. започва разрушаването на стария мост и строежа на нов. Откриването му е забавено заради Първата световна война до 1921 г., когато е открит официално.